# Coppa Italia 2006-2007 (calcio femminile)
L'edizione 2006-2007 è stata la trentacinquesima edizione nella storia della Coppa Italia di calcio femminile. Il trofeo è stato vinto dal Bardolino, che pochi giorni prima aveva già vinto lo Scudetto, contro il Torino.
Le veronesi, dopo aver vinto per 3-1 la gara d'andata, hanno perso con il medesimo punteggio in quella di ritorno, per poi aggiudicarsi il trofeo ai tiri di rigore.

## Squadre partecipanti
Al torneo hanno partecipato le 12 squadre di Serie A, le 24 squadre di Serie A2 e le 60 squadre di Serie B.

### Serie A
- Agliana
- Atalanta
- Bardolino Verona
- Fiamma Monza
- Firenze
- ACF Milan

- Porto Mantovano
- Reggiana
- Tavagnacco
- Torino
- Torres
- Vigor Senigallia

### Serie A2
Girone A
- Alessandria
- Aquile Palermo
- Aurora Bergamo
- Como 2000
- Grifo Perugia
- Ludos Palermo
- Pisa
- Riozzese
- Sampierdarenese Serra Riccò
- Sport Napoli
- Tradate Abbiate
- Upea Orlandia 97

Girone B
- Atletico Oristano
- Chiasiellis
- Dinamo Ravenna
- Nuova Bari
- Olbia
- Romagna
- Rovezzano 90
- Trento
- VeneziaJesolo
- Villacidro Villgomme
- Villaputzu

### Serie B
Girone A
- Alghero
- Aosta Le Violette
- Bogliasco Pieve
- Brescia
- Franciacorta
- Juventus 1978
- Levante Chiavari 1989
- Mozzanica
- Multedo 1930
- Sarzanese
- Spezia
- Virtus Fossano

Girone B
- Brixen OBI
- Calcio Olbia
- Exto Schio 06
- Graph. Campagna
- Laghi
- Mestre 1999
- Primizie Paris Belluno
- San Martino
- Vintl
- Tenelo Club Rivignano
- Valbruna Vicenza
- Vicenza

Girone C
- Castelvecchio
- Cervia
- L.F. Jesina
- Fortitudo Mozzecane
- Futsal Fabriano
- Galileo Giovolley
- Gordige
- Julia Spello
- Livorno
- Montale 2000
- Siena
- Virtus Romagna

Girone D
- Ariete
- Barletta
- Campobasso
- Domoconfort Lecce
- Girls Roseto
- L'Aquila
- Multimarche Montecassiano
- Picenum
- Porto Sant'Elpidio
- Real Marsico
- Sessano
- Vis Francavilla F.

Girone E
- Calciosmania Napoli
- Colonna
- C.U.S. Cosenza
- Juve Stabia
- Lazio CF
- Marsala
- Pontecagnano
- Pro Reggina 97
- Roma CF
- Salernitana
- S.Emidio
- Sezze

## Formula
Il regolamento del torneo prevedeva l'iscrizione d'ufficio di tutte le squadre partecipanti ai campionati di Serie A, Serie A2 e Serie B, le quali furono divise preliminarmente in due gruppi, il primo riservate alle squadre dei due livelli maggiori del campionato italiano, il secondo alle rimanenti del terzo livello.
Nella prima fase vennero costituiti otto gironi formati o da quattro o da cinque squadre ciascuno, con accoppiamenti definiti su base geografica. Nei gironi da quattro squadre le gare si disputarono ad eliminazione diretta mentre in quelle da cinque con un girone di andata e ritorno, con attribuzione di 3 punti in caso di vittoria, 2 in caso di pareggio e nessun punto in caso di sconfitta, e in entrambe erano ammesse al turno successivo le prime classificate in ciascun girone.
In caso si fossero classificate due squadre a pari punteggio, si sarebbe provveduto a determinare il passaggio del turno in base a:
1. classifica avulsa
2. maggior numero di reti segnate nel girone
3. migliore differenza reti
4. sorteggio.

## Primo turno
Nel primo turno le squadre sono state divise in due parti, una per le squadre di Serie A e di Serie A2 e una per le squadre di Serie B. Solamente le due squadre siciliane di Serie B, Marsala e S. Emidio, sono state inserite nel gruppo 8 delle squadre di Serie A e Serie A2 assieme alle altre squadre siciliane.

### Primo turno Serie A e Serie A2

#### Girone 1
| Pos. | Squadra                     | Pt | G | V | N | P | GF | GS | DR  |
| ---- | --------------------------- | -- | - | - | - | - | -- | -- | --- |
| 1.   | Torino                      | 12 | 4 | 4 | 0 | 0 | 18 | 3  | +15 |
| 2.   | ACF Milan                   | 9  | 4 | 3 | 0 | 1 | 9  | 4  | +5  |
| 3.   | Riozzese                    | 6  | 4 | 2 | 0 | 2 | 9  | 7  | +2  |
| 4.   | Sampierdarenese Serra Riccò | 1  | 4 | 0 | 1 | 3 | 2  | 10 | -8  |
| 5.   | Alessandria                 | 1  | 4 | 0 | 1 | 3 | 2  | 16 | -14 |

| 10 settembre 2006 | Alessandria                 | 0 - 5 | Torino                      |  |
| 10 settembre 2006 | Sampierdarenese Serra Riccò | 0 - 3 | Milan                       |  |
| 16 settembre 2006 | Milan                       | 1 - 0 | Riozzese                    |  |
| 16 settembre 2006 | Torino                      | 3 - 0 | Sampierdarenese Serra Riccò |  |
| 1º ottobre 2006   | Riozzese                    | 2 - 6 | Torino                      |  |
| 1º ottobre 2006   | Sampierdarenese Serra Riccò | 2 - 2 | Alessandria                 |  |
| 28 ottobre 2006   | Torino                      | 4 - 1 | Milan                       |  |
| 29 ottobre 2006   | Alessandria                 | 0 - 5 | Riozzese                    |  |
| 4 novembre 2006   | Milan                       | 4 - 0 | Alessandria                 |  |
| 5 novembre 2006   | Riozzese                    | 2 - 0 | Sampierdarenese Serra Riccò |  |

#### Girone 2
| Pos. | Squadra         | Pt | G | V | N | P | GF | GS | DR  |
| ---- | --------------- | -- | - | - | - | - | -- | -- | --- |
| 1.   | Fiamma Monza    | 12 | 4 | 4 | 0 | 0 | 15 | 1  | +14 |
| 2.   | Atalanta        | 9  | 4 | 3 | 0 | 1 | 6  | 5  | +1  |
| 3.   | Como 2000       | 4  | 4 | 1 | 1 | 2 | 8  | 7  | +1  |
| 4.   | Tradate Abbiate | 4  | 4 | 1 | 1 | 2 | 6  | 8  | -2  |
| 5.   | Aurora Bergamo  | 0  | 4 | 0 | 0 | 4 | 3  | 17 | -14 |

| 10 settembre 2006 | Como 2000       | 4 - 1 | Aurora Bergamo  |  |
| 10 settembre 2006 | Tradate Abbiate | 1 - 2 | Atalanta        |  |
| 16 settembre 2006 | Atalanta        | 2 - 1 | Como 2000       |  |
| 17 settembre 2006 | Aurora Bergamo  | 0 - 8 | Fiammamonza     |  |
| 30 settembre 2006 | Fiammamonza     | 3 - 0 | Atalanta        |  |
| 1º ottobre 2006   | Como 2000       | 2 - 2 | Tradate Abbiate |  |
| 28 ottobre 2006   | Atalanta        | 2 - 0 | Aurora Bergamo  |  |
| 29 ottobre 2006   | Tradate Abbiate | 0 - 2 | Fiammamonza     |  |
| 4 novembre 2006   | Fiammamonza     | 2 - 1 | Como 2000       |  |
| 5 novembre 2006   | Aurora Bergamo  | 2 - 3 | Tradate Abbiate |  |

#### Girone 3
| Pos. | Squadra         | Pt | G | V | N | P | GF | GS | DR  |
| ---- | --------------- | -- | - | - | - | - | -- | -- | --- |
| 1.   | Bardolino       | 12 | 4 | 4 | 0 | 0 | 20 | 2  | +18 |
| 2.   | Dinamo Ravenna  | 7  | 4 | 2 | 1 | 1 | 7  | 9  | -2  |
| 3.   | Reggiana        | 6  | 4 | 2 | 0 | 2 | 15 | 8  | +7  |
| 4.   | Porto Mantovano | 4  | 4 | 1 | 1 | 2 | 3  | 12 | -9  |
| 5.   | Trento          | 0  | 4 | 0 | 0 | 4 | 6  | 20 | -14 |

| 9 settembre 2006  | Porto Mantovano | 0 - 6 | Reggiana        |  |
| 10 settembre 2006 | Trento          | 2 - 4 | Dinamo Ravenna  |  |
| 16 settembre 2006 | Reggiana        | 8 - 1 | Trento          |  |
| 17 settembre 2006 | Dinamo Ravenna  | 0 - 5 | Bardolino       |  |
| 30 settembre 2006 | Bardolino       | 5 - 0 | Reggiana        |  |
| 1º ottobre 2006   | Trento          | 1 - 2 | Porto Mantovano |  |
| 28 ottobre 2006   | Reggiana        | 1 - 2 | Dinamo Ravenna  |  |
| 23 dicembre 2006  | Porto Mantovano | 0 - 4 | Bardolino       |  |
| 4 novembre 2006   | Bardolino       | 6 - 2 | Trento          |  |
| 5 novembre 2006   | Dinamo Ravenna  | 1 - 1 | Porto Mantovano |  |

#### Girone 4
| Pos. | Squadra       | Pt | G | V | N | P | GF | GS | DR  |
| ---- | ------------- | -- | - | - | - | - | -- | -- | --- |
| 1.   | Tavagnacco    | 12 | 4 | 4 | 0 | 0 | 15 | 3  | +12 |
| 2.   | Chiasiellis   | 5  | 4 | 1 | 2 | 1 | 6  | 4  | +2  |
| 3.   | VeneziaJesolo | 5  | 4 | 1 | 2 | 1 | 6  | 6  | 0   |
| 4.   | Barcon        | 3  | 4 | 1 | 0 | 3 | 4  | 10 | -6  |
| 5.   | Romagna       | 2  | 4 | 0 | 2 | 2 | 4  | 12 | -8  |

| 10 settembre 2006 | Romagna       | 1 - 3 | Barcon        |  |
| 10 settembre 2006 | VeneziaJesolo | 1 - 1 | Chiasiellis   |  |
| 17 settembre 2006 | Barcon        | 1 - 3 | VeneziaJesolo |  |
| 17 settembre 2006 | Chiasiellis   | 1 - 2 | Tavagnacco    |  |
| 30 settembre 2006 | Tavagnacco    | 3 - 0 | Barcon        |  |
| 1º ottobre 2006   | VeneziaJesolo | 1 - 1 | Romagna       |  |
| 29 ottobre 2006   | Barcon        | 0 - 3 | Chiasiellis   |  |
| 29 ottobre 2006   | Romagna       | 1 - 7 | Tavagnacco    |  |
| 4 novembre 2006   | Tavagnacco    | 3 - 1 | VeneziaJesolo |  |
| 5 novembre 2006   | Chiasiellis   | 1 - 1 | Romagna       |  |

#### Girone 5
| Pos. | Squadra      | Pt | G | V | N | P | GF | GS | DR  |
| ---- | ------------ | -- | - | - | - | - | -- | -- | --- |
| 1.   | Agliana      | 18 | 6 | 6 | 0 | 0 | 13 | 2  | +11 |
| 2.   | Firenze      | 12 | 6 | 4 | 0 | 2 | 12 | 8  | +4  |
| 3.   | Pisa         | 4  | 6 | 1 | 1 | 4 | 7  | 11 | -4  |
| 4.   | Rovezzano 90 | 1  | 6 | 0 | 1 | 5 | 2  | 13 | -11 |

| 10 settembre 2006 | Pisa         | 2 - 3 | Firenze      |  |
| 10 settembre 2006 | Rovezzano 90 | 0 - 3 | Agliana      |  |
| 16 settembre 2006 | Agliana      | 1 - 0 | Pisa         |  |
| 16 settembre 2006 | Firenze      | 1 - 0 | Rovezzano 90 |  |
| 1º ottobre 2006   | Pisa         | 1 - 0 | Rovezzano 90 |  |
| 7 ottobre 2006    | Firenze      | 0 - 1 | Agliana      |  |
| 28 ottobre 2006   | Agliana      | 3 - 0 | Rovezzano 90 |  |
| 28 ottobre 2006   | Firenze      | 3 - 2 | Pisa         |  |
| 5 novembre 2006   | Pisa         | 1 - 3 | Agliana      |  |
| 5 novembre 2006   | Rovezzano 90 | 1 - 4 | Firenze      |  |
| 6 gennaio 2007    | Agliana      | 2 - 1 | Firenze      |  |
| 6 gennaio 2007    | Rovezzano 90 | 1 - 1 | Pisa         |  |

#### Girone 6
| Pos. | Squadra          | Pt | G | V | N | P | GF | GS | DR  |
| ---- | ---------------- | -- | - | - | - | - | -- | -- | --- |
| 1.   | Vigor Senigallia | 16 | 6 | 5 | 1 | 0 | 18 | 2  | +16 |
| 2.   | Sport Napoli     | 7  | 6 | 2 | 1 | 3 | 7  | 12 | -5  |
| 3.   | Grifo Perugia    | 5  | 6 | 1 | 2 | 3 | 6  | 8  | -2  |
| 4.   | Nuova Bari       | 4  | 6 | 0 | 4 | 2 | 4  | 13 | -9  |

| 10 settembre 2006 | Grifo Perugia    | 0 - 0 | Nuova Bari       |  |
| 10 settembre 2006 | Sport Napoli     | 0 - 5 | Vigor Senigallia |  |
| 17 settembre 2006 | Vigor Senigallia | 4 - 0 | Grifo Perugia    |  |
| 17 settembre 2006 | Nuova Bari       | 1 - 1 | Sport Napoli     |  |
| 1º ottobre 2006   | Grifo Perugia    | 5 - 1 | Sport Napoli     |  |
| 1º ottobre 2006   | Nuova Bari       | 0 - 5 | Vigor Senigallia |  |
| 29 ottobre 2006   | Vigor Senigallia | 1 - 0 | Sport Napoli     |  |
| 29 ottobre 2006   | Nuova Bari       | 1 - 1 | Grifo Perugia    |  |
| 5 novembre 2006   | Grifo Perugia    | 0 - 1 | Vigor Senigallia |  |
| 5 novembre 2006   | Sport Napoli     | 4 - 0 | Nuova Bari       |  |
| 6 gennaio 2007    | Vigor Senigallia | 2 - 2 | Nuova Bari       |  |
| 6 gennaio 2007    | Sport Napoli     | 1 - 0 | Grifo Perugia    |  |

#### Girone 7
| Pos. | Squadra              | Pt | G | V | N | P | GF | GS | DR  |
| ---- | -------------------- | -- | - | - | - | - | -- | -- | --- |
| 1.   | Torres               | 12 | 4 | 4 | 0 | 0 | 33 | 1  | +32 |
| 2.   | Villaputzu           | 9  | 4 | 3 | 0 | 1 | 6  | 7  | -1  |
| 3.   | Olbia                | 4  | 4 | 1 | 1 | 2 | 5  | 16 | -11 |
| 4.   | Atletico Oristano    | 3  | 4 | 1 | 0 | 3 | 7  | 17 | -10 |
| 5.   | Villacidro Villgomme | 1  | 4 | 0 | 1 | 3 | 4  | 14 | -10 |

| 10 settembre 2006 | Olbia                | 3 - 0  | Atletico Oristano    |  |
| 10 settembre 2006 | Villaputzu           | 2 - 0  | Villacidro Villgomme |  |
| 17 settembre 2006 | Atletico Oristano    | 1 - 2  | Villaputzu           |  |
| 17 settembre 2006 | Villacidro Villgomme | 0 - 5  | Torres               |  |
| 30 settembre 2006 | Torres               | 9 - 0  | Atletico Oristano    |  |
| 1º ottobre 2006   | Villaputzu           | 2 - 0  | Olbia                |  |
| 29 ottobre 2006   | Atletico Oristano    | 6 - 3  | Villacidro Villgomme |  |
| 29 ottobre 2006   | Olbia                | 1 - 13 | Torres               |  |
| 4 novembre 2006   | Torres               | 6 - 0  | Villaputzu           |  |
| 5 novembre 2006   | Villacidro Villgomme | 1 - 1  | Olbia                |  |

#### Girone 8
| Pos. | Squadra          | Pt | G | V | N | P | GF | GS | DR  |
| ---- | ---------------- | -- | - | - | - | - | -- | -- | --- |
| 1.   | S.Emidio         | 10 | 4 | 3 | 1 | 0 | 10 | 4  | +6  |
| 2.   | Upea Orlandia 97 | 7  | 4 | 2 | 1 | 1 | 10 | 6  | +4  |
| 3.   | Ludos Palermo    | 7  | 4 | 2 | 1 | 1 | 9  | 5  | +4  |
| 4.   | Marsala          | 4  | 4 | 1 | 1 | 2 | 7  | 11 | -4  |
| 5.   | Aquile Palermo   | 0  | 4 | 0 | 0 | 4 | 4  | 14 | -10 |

| 10 settembre 2006 | Marsala          | 0 - 3 a tav. | Ludos Palermo    |  |
| 10 settembre 2006 | S. Emidio        | 3 - 1        | Upea Orlandia 97 |  |
| 17 settembre 2006 | Ludos Palermo    | 1 - 2        | S. Emidio        |  |
| 17 settembre 2006 | Upea Orlandia 97 | 4 - 0        | Aquile Palermo   |  |
| 1º ottobre 2006   | Aquile Palermo   | 2 - 4        | Ludos Palermo    |  |
| 8 novembre 2006   | S. Emidio        | 2 - 2        | Marsala          |  |
| 29 ottobre 2006   | Ludos Palermo    | 1 - 1        | Upea Orlandia 97 |  |
| 29 ottobre 2006   | Marsala          | 3 - 2        | Aquile Palermo   |  |
| 5 novembre 2006   | Aquile Palermo   | 0 - 3 a tav. | S. Emidio        |  |
| 5 novembre 2006   | Upea Orlandia 97 | 4 - 2        | Marsala          |  |

## Secondo turno

### Secondo turno Serie A e Serie A2
| Squadra 1 | Totale | Squadra 2        | Andata | Ritorno |
| --------- | ------ | ---------------- | ------ | ------- |
| Torino    | 3 - 0  | Fiammamonza      | 1 - 0  | 2 - 0   |
| Bardolino | 8 - 5  | Tavagnacco       | 6 - 2  | 2 - 3   |
| Torres    | 13 - 2 | S. Emidio        | 9 - 0  | 4 - 2   |
| Agliana   | [ 1 ]  | Vigor Senigallia |        |         |

## Quarti di finale
Ai quarti di finale accedono le quattro squadre vincenti i quarti di finale della parte relativa alle squadre di Serie A e di Serie A2 e quattro squadre della parte relativa alle squadre di Serie B.
| Squadra 1               | Totale | Squadra 2 | Andata | Ritorno |
| ----------------------- | ------ | --------- | ------ | ------- |
| Vis Francavilla Fontana | 0 - 18 | Bardolino | 0 - 13 | 0 - 5   |
| Mestre 1999             | 2 - 9  | Torres    | 1 - 3  | 1 - 6   |
| Multedo 1930            | 1 - 10 | Torino    | 0 - 4  | 1 - 6   |
| Roma                    | 3 - 4  | Agliana   | 3 - 3  | 0 - 1   |

## Semifinali
| Squadra 1 | Totale | Squadra 2 | Andata | Ritorno |
| --------- | ------ | --------- | ------ | ------- |
| Torres    | 2 - 9  | Bardolino | 0 - 1  | 2 - 8   |
| Torino    | 8 - 1  | Agliana   | 3 - 0  | 5 - 1   |

## Finale
| Squadra 1 | Totale             | Squadra 2 | Andata | Ritorno |
| --------- | ------------------ | --------- | ------ | ------- |
| Bardolino | 4 - 4 (3-2 d.t.r.) | Torino    | 3 - 1  | 1 - 3   |

| Arbitro: | John Michael Minghini (Ferrara) |

|                                           |           |                 |
| Panico 31’ Boni 56’ (rig.) Gabbiadini 59’ | Marcatori | 8’ (rig.) Zorri |

| Arbitro: | Antonio Genova (Bologna) |

|                                           |                      |                                      |
| Zorri 9’ (rig.) Fuselli 45’, 72’          | Marcatori            | 73’ Gabbiadini                       |
| Iannuzzelli Guardia Zorri Fuselli Manieri | Tiri di rigore 2 – 3 | Boni Panico Gabbiadini Motta Tuttino |